# Давід Павелка
Давід Павелка (чеськ. David Pavelka, нар. 18 травня 1991, Прага) — чеський футболіст, півзахисник клубу «Спарта» (Прага) і національної збірної Чехії.

## Клубна кар'єра
Народився 18 травня 1991 року в місті Прага. Вихованець футбольної школи клубу «Спарта» (Прага). З 2009 року почав залучатися до матчів другої комнади «Спарти», а 2011 року провів три гри за основну команду цього празького клубу. 
Протягом 2011-2012 років на умовах оренди грав за «Словацко», після чого ще один сезон провів у «Спарті», проте основним гравцем комнанди так і не став.
2013 року уклав контракт з ліберецьким «Слованом», у складі якого провів наступні два з половиною роки своєї кар'єри гравця. Більшість часу, проведеного у складі «Слована», був основним гравцем команди.
На початку 2016 року перебрався до Туреччини, уклавши контракт на 2,5 роки з клубом «Касимпаша».

## Виступи за збірні
2012 року провів п'ять матчів у складі молодіжної збірної Чехії.
2015 року дебютував в офіційних матчах у складі національної збірної Чехії. Наразі провів у формі головної команди країни 25 матчів.
У травні 2016 року головний тренер збірної Чехії Павел Врба включив Павелку до розширеної заявки національної команди для участі у фінальній частині Євро-2016.
| Дата       | Місто          | Господарі  | Результат | Гості             | Турнір                               | Голи | Примітки |
| ---------- | -------------- | ---------- | --------- | ----------------- | ------------------------------------ | ---- | -------- |
| 3-9-2015   | Пльзень        | Чехія      | 2 – 1     | Казахстан         | Відбір до ЧЄ 2016                    | -    |          |
| 6-9-2015   | Рига           | Латвія     | 1 – 2     | Чехія             | Відбір до ЧЄ 2016                    | -    |          |
| 10-10-2015 | Прага          | Чехія      | 0 – 2     | Туреччина         | Відбір до ЧЄ 2016                    | -    | 46'      |
| 13-10-2015 | Амстердам      | Нідерланди | 2 – 3     | Чехія             | Відбір до ЧЄ 2016                    | -    |          |
| 13-11-2015 | Острава        | Чехія      | 4 – 1     | Сербія            | товариський матч                     | -    | 85'      |
| 27-5-2016  | Куфштайн       | Чехія      | 6 – 0     | Мальта            | товариський матч                     | -    | 65'      |
| 1-6-2016   | Інсбрук        | Чехія      | 2 – 1     | Росія             | товариський матч                     | -    | 46'      |
| 5-6-2016   | Прага          | Чехія      | 1 – 2     | Південна Корея    | товариський матч                     | -    | 46'      |
| 13-6-2016  | Тулуза         | Іспанія    | 1 – 0     | Чехія             | ЧЄ 2016 - 1-й етап                   | -    | 88'      |
| 21-6-2016  | Ланс           | Чехія      | 0 – 2     | Туреччина         | ЧЄ 2016 - 1-й етап                   | -    | 39' 57'  |
| 31-8-2016  | Млада Болеслав | Чехія      | 3 – 0     | Вірменія          | товариський матч                     | -    | 46'      |
| 4-9-2016   | Прага          | Чехія      | 0 – 0     | Північна Ірландія | Відбір до ЧС 2018                    | -    | 80'      |
| 8-10-2016  | Гамбург        | Німеччина  | 3 – 0     | Чехія             | Відбір до ЧС 2018                    | -    | 54' 63'  |
| 11-11-2016 | Прага          | Чехія      | 2 – 1     | Норвегія          | Відбір до ЧС 2018                    | -    | 82'      |
| 13-10-2018 | Трнава         | Словаччина | 1 – 2     | Чехія             | Ліга націй УЄФА 2018-2019 - 1-й етап | -    |          |
| 16-10-2018 | Харків         | Україна    | 1 – 0     | Чехія             | Ліга націй УЄФА 2018-2019 - 1-й етап | -    | 90'      |
| 15-11-2018 | Гданськ        | Польща     | 0 – 1     | Чехія             | товариський матч                     | -    |          |
| 19-11-2018 | Прага          | Чехія      | 1 – 0     | Словаччина        | Ліга націй УЄФА 2018-2019 - 1-й етап | -    | 13'      |
| 22-3-2019  | Лондон         | Англія     | 5 – 0     | Чехія             | Відбір до ЧЄ 2020                    | -    |          |
| 26-3-2019  | Прага          | Чехія      | 1 – 3     | Бразилія          | товариський матч                     | 1    | 69'      |
| 7-6-2019   | Прага          | Чехія      | 2 – 1     | Болгарія          | Відбір до ЧЄ 2020                    | -    | 49'      |
| 10-6-2019  | Оломоуць       | Чехія      | 3 – 0     | Чорногорія        | Відбір до ЧЄ 2020                    | -    |          |
| 27-3-2021  | Прага          | Чехія      | 1 – 1     | Бельгія           | Відбір до ЧС 2022                    | -    | 78'      |
| 11-10-2021 | Казань         | Білорусь   | 0 – 2     | Чехія             | Відбір до ЧС 2022                    | -    | 46'      |
| 16-11-2021 | Прага          | Чехія      | 2 – 0     | Естонія           | Відбір до ЧС 2022                    | -    | 69'      |
| Усього     |                | Матчів     | 25        |                   | Голів                                | 1    |          |

## Титули і досягнення
- Чемпіон Чехії (1):

«Спарта»: 2022–23